# Češko Selo
Češko Selo (serbisch-kyrillisch Чешко Село, tschechisch Česká ves) ist ein Dorf in der serbischen Opština Bela Crkva. Es liegt im Bezirk Südbanat in der autonomen Provinz Vojvodina. Laut der Volkszählung im Jahr 2011 zählt das Dorf 40 Einwohner. Der Ortsname bedeutet „tschechisches Dorf“.

## Geschichte
Češko Selo ist die kleinste Siedlung in der Gemeinde Bela Crkva. 1415 wurde der Ort zum ersten Mal unter dem Namen „Abel“ erwähnt, danach bis zur Instandsetzung im Jahre 1833 nicht mehr. Er ist auch unter dem Namen Fabijan (Фабијан) bekannt.
Die heutige Kirche im neugotischen Stil wurde in der Zeit zwischen 1900 und dem 10. August 1901 erbaut. Sie ist dem heiligen Johannes Nepomuk geweiht, der jedes Jahr am 16. Mai gefeiert wird.

## Geographie
Češko Selo ist geographisch gut gelegen, allerdings gab es lange keine asphaltierte Straße. Dies war bestimmend für die Entwicklung und den Fortbestand der kleinen Banater Siedlung. Die Zufahrt zum Dorf erfolgt über eine Abzweigung in Crvena Crkva auf der Strecke Bela Crkva–Vršac. In unmittelbarer Nähe befindet sich ein Flugplatz.

## Bevölkerung
Die Fläche der Gemarkung beträgt 217 Hektar. Der Ort zählt 21 Häuser und 16 Haushalte. Er hat 40 Einwohner, wobei die Bevölkerungsentwicklung eine negative Tendenz aufweist:
| 1948 | 1953 | 1961 | 1971 | 1981 | 1991 | 2002 | 2011 |
| ---- | ---- | ---- | ---- | ---- | ---- | ---- | ---- |
| 193  | 179  | 163  | 118  | 86   | 58   | 46   | 40   |

In der Siedlung leben 38 volljährige Einwohner. Das Durchschnittsalter der Einwohner beträgt 46,9 Jahre (44,8 bei Männern, 49,4 bei Frauen). Es gibt 16 Haushalte, in denen durchschnittlich 2,88 Personen leben.
Češko Selo ist der einzige Ort in der Vojvodina und in ganz Serbien, in dem laut Volkszählung von 2002 Tschechen die Mehrheit stellen.